# Lipovec (Banská Bystrica)
Lipovec (in ungherese: Gömörlipóc) è un comune della Slovacchia facente parte del distretto di Rimavská Sobota, nella regione di Banská Bystrica.